# 灰色 (馬)

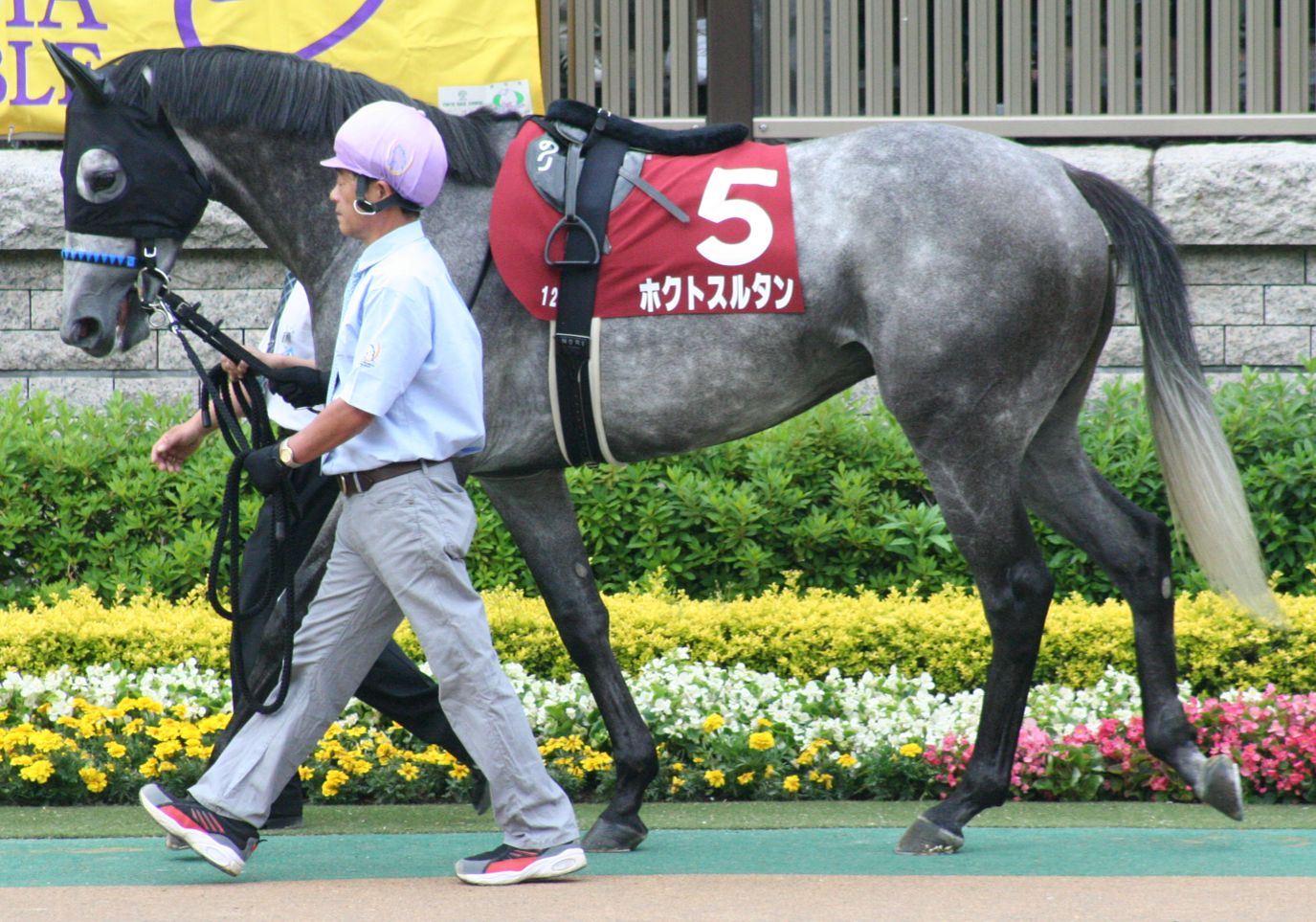

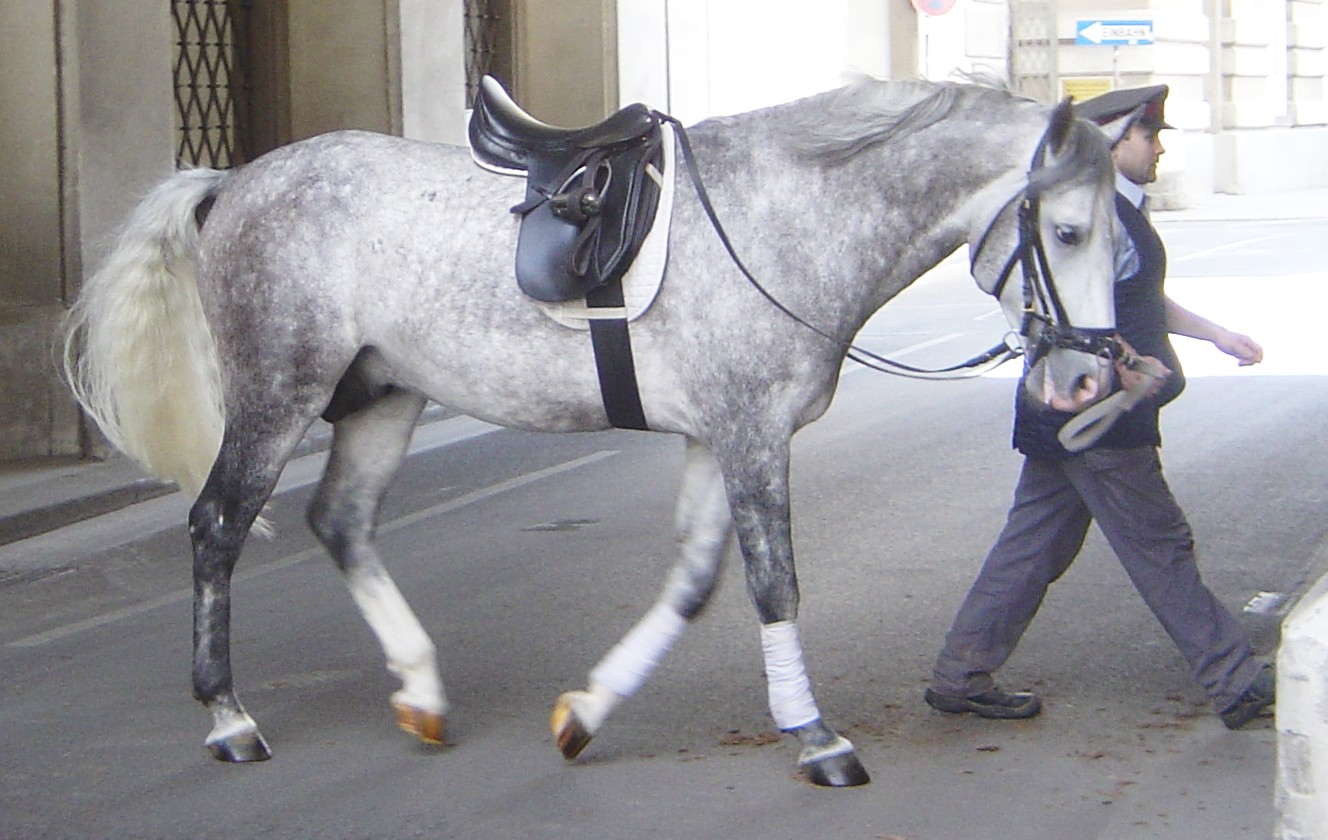

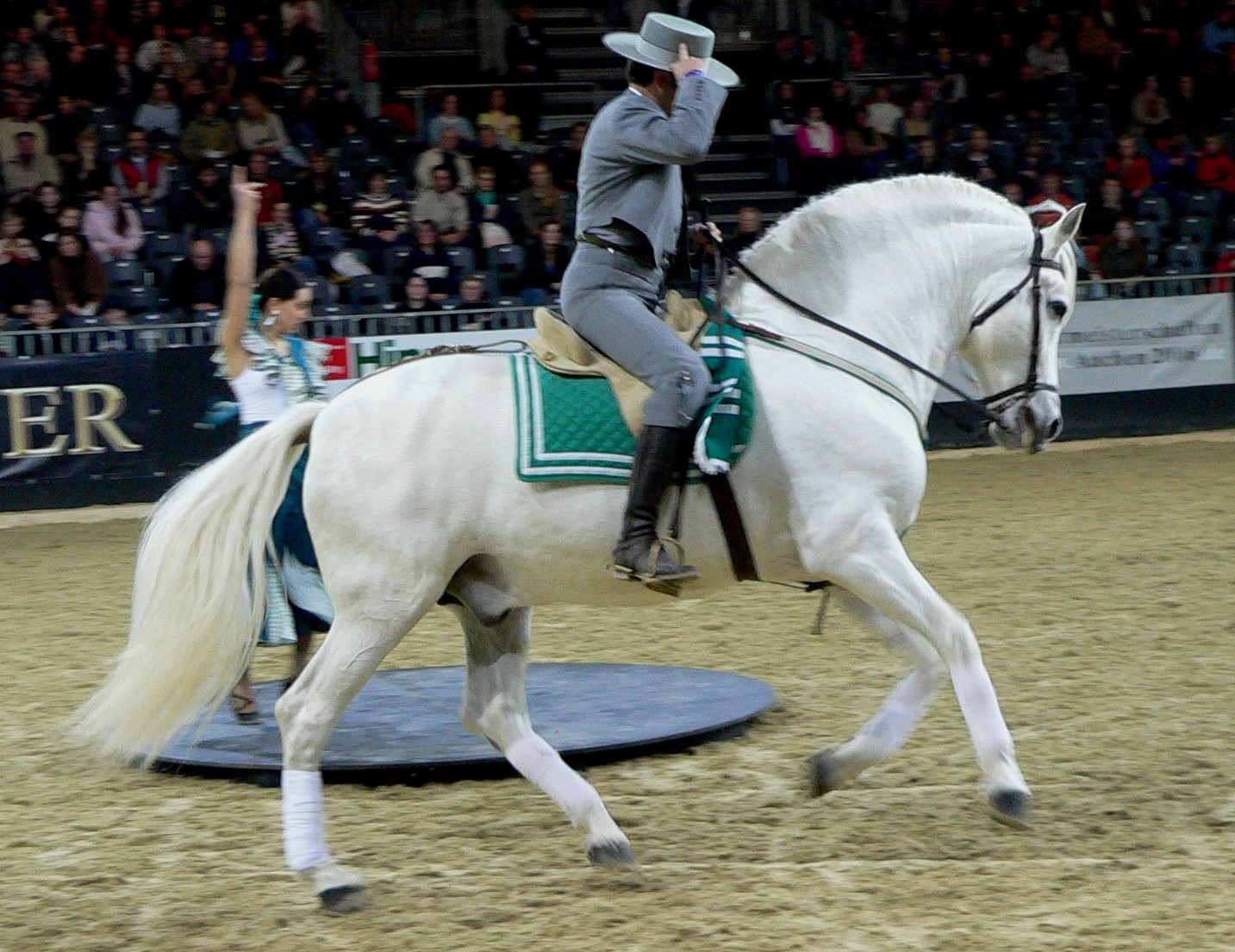

灰色是馬的其中一種毛色，與其他毛色棗色，黑色，栗色和白色的馬相比，其擁有該毛色馬匹的比例極少。

## 特徵
馬匹身上毛髮，四肢，鬃毛和尾毛的毛髮皆為灰色，而皮膚是黑色及深色的眼睛。灰色毛色會隨年齡增長變白，但皮膚及眼睛的顏色不會改變。
但如馬匹身上毛髮為白色，和皮膚是粉紅色及淺色的眼睛，則視為白色馬。

## 原因
在馬匹的毛色上擁有STX17 基因 G/G, G/g所致。不論什麼原毛色，毛髮皆為灰色。

## 外部連結
- "Horse coat color and Genetic Disorder Testing" （页面存档备份，存于） Animal Genetics Inc. new Gray Gene Testing for horses